# Insulele Magdalena
Insulele Magdalena (în franceză Îles de la Madeleine, în engleză Magdalen Islands) sunt un arhipelag din Oceanul Atlantic situat în Golful Sfântul Laurențiu, Canada.

## Clima
| Date climatice pentru Grindstone Island (Cap aux Meules) | Date climatice pentru Grindstone Island (Cap aux Meules) | Date climatice pentru Grindstone Island (Cap aux Meules) | Date climatice pentru Grindstone Island (Cap aux Meules) | Date climatice pentru Grindstone Island (Cap aux Meules) | Date climatice pentru Grindstone Island (Cap aux Meules) | Date climatice pentru Grindstone Island (Cap aux Meules) | Date climatice pentru Grindstone Island (Cap aux Meules) | Date climatice pentru Grindstone Island (Cap aux Meules) | Date climatice pentru Grindstone Island (Cap aux Meules) | Date climatice pentru Grindstone Island (Cap aux Meules) | Date climatice pentru Grindstone Island (Cap aux Meules) | Date climatice pentru Grindstone Island (Cap aux Meules) | Date climatice pentru Grindstone Island (Cap aux Meules) |
| Luna                                                     | Ian                                                      | Feb                                                      | Mar                                                      | Apr                                                      | Mai                                                      | Iun                                                      | Iul                                                      | Aug                                                      | Sep                                                      | Oct                                                      | Nov                                                      | Dec                                                      | Anual                                                    |
| -------------------------------------------------------- | -------------------------------------------------------- | -------------------------------------------------------- | -------------------------------------------------------- | -------------------------------------------------------- | -------------------------------------------------------- | -------------------------------------------------------- | -------------------------------------------------------- | -------------------------------------------------------- | -------------------------------------------------------- | -------------------------------------------------------- | -------------------------------------------------------- | -------------------------------------------------------- | -------------------------------------------------------- |
| Maxima medie °C (°F)                                     | −3.1 (26,4)                                              | −4.3 (24,3)                                              | −1 (30,2)                                                | 3.8 (38,8)                                               | 10.5 (50,9)                                              | 16.1 (61)                                                | 20.4 (68,7)                                              | 21.0 (69,8)                                              | 16.8 (62,2)                                              | 10.9 (51,6)                                              | 5.2 (41,4)                                               | 0.2 (32,4)                                               | 8,0 (46,4)                                               |
| Media zilnică °C (°F)                                    | −6.4 (20,5)                                              | −8.2 (17,2)                                              | −4.1 (24,6)                                              | 1.2 (34,2)                                               | 7.0 (44,6)                                               | 12.5 (54,5)                                              | 17.1 (62,8)                                              | 17.8 (64)                                                | 13.9 (57)                                                | 8.2 (46,8)                                               | 2.8 (37)                                                 | −2.3 (27,9)                                              | 5,0 (41)                                                 |
| Minima medie °C (°F)                                     | −9.7 (14,5)                                              | −12 (10)                                                 | −7.1 (19,2)                                              | −1.5 (29,3)                                              | 3.5 (38,3)                                               | 8.9 (48)                                                 | 13.8 (56,8)                                              | 14.6 (58,3)                                              | 10.9 (51,6)                                              | 5.6 (42,1)                                               | 0.4 (32,7)                                               | −4.8 (23,4)                                              | 1,9 (35,4)                                               |
| Minima istorică °C (°F)                                  | −25.6 (−14.1)                                            | −26.3 (−15.3)                                            | −22.1 (−7.8)                                             | −12.9 (8,8)                                              | −4.7 (23,5)                                              | 1.1 (34)                                                 | 7.5 (45,5)                                               | 6.6 (43,9)                                               | −2 (28)                                                  | −3.9 (25)                                                | −10.5 (13,1)                                             | −18.6 (−1.5)                                             | 0 (32)                                                   |
| Precipitații mm (inches)                                 | 99.6 (3.921)                                             | 75.2 (2.961)                                             | 83.8 (3.299)                                             | 74.6 (2.937)                                             | 64.3 (2.531)                                             | 61.8 (2.433)                                             | 61.9 (2.437)                                             | 74.8 (2.945)                                             | 76.0 (2.992)                                             | 94.7 (3.728)                                             | 101.9 (4.012)                                            | 118.6 (4.669)                                            | 987,3 (38,87)                                            |
| Ploaie mm (inches)                                       | 29.4 (1.157)                                             | 24.8 (0.976)                                             | 26.2 (1.031)                                             | 44.5 (1.752)                                             | 60.3 (2.374)                                             | 61.8 (2.433)                                             | 61.9 (2.437)                                             | 74.8 (2.945)                                             | 76.0 (2.992)                                             | 92.9 (3.657)                                             | 81.7 (3.217)                                             | 55.4 (2.181)                                             | 689,8 (27,157)                                           |
| Zăpadă cm (inches)                                       | 73.3 (28.86)                                             | 51.8 (20.39)                                             | 58.2 (22.91)                                             | 29.5 (11.61)                                             | 3.8 (1.5)                                                | 0 (0)                                                    | 0 (0)                                                    | 0 (0)                                                    | 0 (0)                                                    | 1.7 (0.67)                                               | 20.0 (7.87)                                              | 62.9 (24.76)                                             | 301,2 (118,58)                                           |
| Nr. de zile cu precipitații (≥ 0.2 mm)                   | 18                                                       | 14                                                       | 15                                                       | 13                                                       | 12                                                       | 11                                                       | 11                                                       | 11                                                       | 12                                                       | 14                                                       | 15                                                       | 19                                                       | 165                                                      |
| Nr. mediu de zile ploioase (≥ 0.2 mm)                    | 5                                                        | 4                                                        | 6                                                        | 8                                                        | 12                                                       | 11                                                       | 11                                                       | 11                                                       | 12                                                       | 14                                                       | 13                                                       | 8                                                        | 113                                                      |
| Nr. mediu de zile cu ninsoare (≥ 0.2 cm)                 | 16                                                       | 12                                                       | 11                                                       | 7                                                        | 1                                                        | 0                                                        | 0                                                        | 0                                                        | 0                                                        | 0                                                        | 5                                                        | 13                                                       | 66                                                       |
| Sursă: Environment Canada                                |                                                          |                                                          |                                                          |                                                          |                                                          |                                                          |                                                          |                                                          |                                                          |                                                          |                                                          |                                                          |                                                          |